# The Western Mail
The Western Mail oder Western Mail war der Name von zwei australischen Wochenzeitungen, die in Perth, Western Australia, veröffentlicht wurden.

## Zeitungen in Western Australia
Die erste Western Mail wurde zwischen dem 19. Dezember 1885 und dem 23. Oktober 1896 gemeinsam von Charles Harper und John Winthrop Hackett Senior, den Besitzern von The West Australian, der größten Tageszeitung in Western Australia, herausgegeben. Sie wurde von James Gibbney im Zeitungsverlag in St Georges Terrace, einem Vorort von Perth, gedruckt.
In den späten 1940er und frühen 1950er Jahren erprobten die Zeitungen im Westen Australiens immer wieder neue Formate, darunter die Weekend Mail, die fünf Jahre erschien.
Im Jahr 1955 wurde die Zeitung in The Countryman umbenannt, welche zusammen mit Farm Weekly die zwei großen ländlichen Zeitungen des Staats bildet.

## Western Mail Limited
Im Jahr 1980 übernahm die Western Mail Limited den Namen, nachdem Robert Holmes à Court und die Bell Group mit der Übernahme der britischen The Times scheiterten. Unter diesem Namen bestand die Zeitung bis 1988.

## Details zu den Veröffentlichungen

### Western Mail
The Western Mail. Perth, W.A.: West Australian Newspapers
- Jahr 1, Nr. 1 (19. Dezember 1885) – Jahr 70, Nr. 3403 (20. Januar 1955)

Herausgabe
- Wöchentlich am Dienstag 3. Juli 1919 – 20. Januar 1955.
- Wöchentlich am Freitag 27. September 1912 – 27. Juni 1919.
- Wöchentlich am Samstag 16. September 1899 – 21. September 1912.
- Wöchentlich am Freitag 21. Juni 1895 – 8. September 1899.
- Wöchentlich am Samstag 19. Dezember 1885 – 15. Juni 1895.

Spezial-Ausgaben
- Jährliche Weihnachts-Ausgabe – 1908–1955
- 100 Jahre Western Australia – 1929;
- 100 Jahre West Australian 1933
- Countryman's Magazine (Jahr 1, Nr. 1 (18. August 1949) – Jahr 2, Nr. 8 (9. April 1951))
- Women's Magazine (21. März 1946 – 23. Oktober 1947).

Weekend Mail. Perth, Western AustraliaWest Australian Newspapers Ltd.
- Bekannt als Weekend Mail – TV vom 5. September 1959 bis 1960.
- Jahr 1, Nr. 1 (22. Januar 1955) – Jahr 6, Nr. 290 (30. Juli 1960).
- Wöchentlich am Samstag.
- Jährliche Sonderausgabe: Weekend Mail Annual (1955–1960)

### Western Mail (Western Mail Ltd)
Western Mail, Perth, W.A : Western Mail Ltd., 1980-1988.
- Jahr 1, Nr. 1 (8. November 1980) – Nr. 374 (31. Dezember – 3. Januar 1988).
- Wöchentlich am Samstag.

## Bemerkung zu den Quellen
Die meisten Daten stammen aus der Staatsbücherei von Western Australia:
- Western Mail 1980
- Western Mail 1885